# Cortana
Cortana (Кортана) е помощен приложен софтуер на Microsoft, интелигентен агент (гласов помощник с елементи на изкуствен интелект), появил се за първи път във варианта си за операционната система Windows Phone 8.1. Тя е подобна по функция на Siri, гласовият асистент на Apple, и на Google Now за Android. Cortana е интегрирана в Windows 10.
Помощникът е демонстриран за първи път по време на конференцията на Microsoft BUILD Developer (2 – 4 април 2014 г.) в Сан Франциско.
Cortana e достъпна на английски, немски, френски, италиански, испански, японски и китайски езици, но създателите ѝ обещават с течение на времето да я допълнят и с други езици и диалекти. В тестовите обновявания на Windows 10 гласовият помощник стана достъпен също за Канада, Бразилия, Мексико.

## Технология
Възможностите за обработка на естествен език на Cortana са разработени от Tellme Networks (купено от Microsoft през 2007 г.) и са съчетани с база данни за търсене на семантично име, наречена Satori.

## Обновяване
Актуализациите на Cortana бяха доставени независимо от тези в основната операционна система Windows Phone, позволявайки на Microsoft да предоставя нови функции с по-бързи темпове. Не всички функции, свързани с Cortana, могат да бъдат актуализирани по този начин, тъй като някои функции като „Hey Cortana“ изискват услугата за актуализиране на Windows Phone и технологията Qualcomm Snapdragon SensorCore.